# نیو ساینتیست
نیو ساینتیست (به انگلیسی: New Scientist) یک هفته‌نامه علمی بین‌المللی است که در بریتانیا چاپ و منتشر می‌شود و اولین شماره آن در سال ۱۹۵۶ منتشر شد. مرکز این مجله در لندن قرار دارد و نسخه‌های آن در بریتانیا، آمریکا و استرالیا منتشر می‌شود.